# Remchi
Remchi (em árabe: الرمشى) é uma cidade e comuna localizada na província de Tremecém, no noroeste da Argélia. Em 2008, sua população era de 46 999 habitantes.